# Вальдемар Янтсен
Вальдемар Янтсен (народився: 25 жовтня 1900 р. в Оденсе — помер: 29 жовтня 1987 р. у Шарлоттенлунді) — данський хімік та інженер-будівельник.

## Життєпис
Навчався в Катедральній школі Оденсе та Копенгагенському університеті.
У 1921 році став асистентом у фізичній лабораторії, а в 1923—1925 роках — в Інституті теоретичної фізики (нині Інститут Нільса Бора), де працював, зокрема, з фон Гевеші та Д.Костером. З 1925 по 1937 рік працював інженером на різних підприємствах. Він обіймав різні адміністративні посади в хімії та технології та був, серед іншого, директором друкарні Національного банку Данії (1947—1970).
Основна робота: Разом з Дьєрдьєм де Гевеші в 1923 році відокремив оксид гафнію від оксиду цирконію.